# Chironax melanocephalus
Chironax melanocephalus is een vleermuis uit de familie der vleerhonden (Pteropodidae). De soort is verspreid gevonden op het schiereiland Malakka, Sumatra, westelijk Java maar ook op Celebes en er zijn verspreid over Borneo verschillende waarnemingen en mogelijk ook van Bali.
Het is een vleerhondsoort die leeft in regenwouden zowel in laagland als in heuvel- en bergland. De populatie is niet gekwantificeerd en er zijn weinig betrouwbare waarnemingen. De soort staat voorlopig nog als niet bedreigd op de internationale rode lijst. Ontbossingen en de omzetting van bos in landbouwgronden vormen echter een bedreiging voor deze soort.